# Romain Hamouma
Romain Hamouma (Lure, 29 maart 1987) is een Frans voetballer van Algerijnse afkomst die doorgaans als rechtsbuiten speelt. Hij verruilde SM Caen in juli 2012 voor Saint-Étienne.

## Clubcarrière
Hamouma speelde in de jeugd voor JS Luronnes, ASM Belfort en Sochaux. Hij debuteerde in 2005 als prof voor Besançon. In 2009 trok hij naar Stade Lavallois, waar Caen hem na één seizoen weghaalde. In twee seizoenen scoorde hij elf doelpunten in 63 competitiewedstrijden voor Caen. Op 19 juli 2012 tekende Hamouma een vierjarig contract bij Saint-Étienne, dat vier miljoen euro voor hem betaalde. In zijn eerste seizoen scoorde hij vijf doelpunten in 31 competitiewedstrijden voor Les Vertes.

## Erelijst
AS Saint-Étienne
- Coupe de la Ligue

2012/13
1 Maubleu ·
3 Nadé ·
4 Ekwah ·
5 Abdelhamid ·
6 Bouchouari ·
7 Monconduit ·
8 Appiah ·
9 Sissoko ·
10 Tardieu ·
11 Old ·
14 Mouton ·
16 Fall ·
17 Cornud ·
18 Cafaro ·
19 Pétrot ·
20 Boakye ·
21 Batubinsika ·
22 Davitasjvili ·
23 Briançon  ·
25 Wadji ·
26 Fomba ·
27 Maçon ·
28 Miladinović ·
29 Moueffek ·
30 Larsonneur ·
32 Stassin ·
Coach: Dall'Oglio